# Acanthagrion dichrostigma
Acanthagrion dichrostigma – gatunek ważki z rodziny łątkowatych (Coenagrionidae). Występuje  w  Ameryce Południowej.